# Lípy v Janově u Litvínova
Lípy v Janově u Litvínova jsou dvě památkově chráněné lípy malolisté v Janově, který tvoří místní část města Litvínov v okrese Most. Lípy rostou na jihozápadním okraji Janova u silnice do Horního Jiřetína. Mezi nimi se nacházejí Boží muka. Stromy jsou 12 metrů vysoké s obvodem kmenů 2,70 m. Jejich stáří je zhruba 240 let.

## Další vzácné stromy na Mostecku
- Albrechtický dub – zaniklý chráněný dub u bývalé obce Albrechtice
- Borovice Schwerinova v Mostě – chráněný strom
- Dub pod Resslem – chráněný strom
- Jírovec v Šumné u Litvínova – chráněný strom
- Lipová alej v Mostě – chráněná alej u Oblastního muzea v Mostě
- Lípa v Lužici (okres Most) – chráněný strom
- Lípy v Horní Vsi u Litvínova – chráněné stromy
- Lípa v Šumné u Litvínova – chráněný strom
- Lípa v Meziboří (Potoční ulice) – chráněný strom
- Lípa v Meziboří (Okružní ulice) – chráněný strom
- Žeberská lípa – nejstarší strom v okrese Chomutov